# Simpang Empat (Kluet Utara)
Simpang Empat is een bestuurslaag in het regentschap Aceh Selatan van de provincie Atjeh, Indonesië. Simpang Empat telt 1432 inwoners (volkstelling 2010).